# Dunkelpurpurrote Wolfsmilch
Die Dunkelpurpurrote Wolfsmilch (Euphorbia atropurpurea) ist eine Pflanzenart in der Gattung Wolfsmilch (Euphorbia) aus der Familie der Wolfsmilchgewächse (Euphorbiaceae). Ihre spanische Bezeichnung lautet „Tabaiba majorera“.

## Beschreibung
Euphorbia atropurpurea ist ein Strauch mit Wuchshöhen bis zu 1,5 Metern, der durch gabelige Verzweigung kandelaberförmig wächst. Die sukkulenten Zweige sind zimtbraun und dicht mit Blattnarben bedeckt. An den Zweigenden sitzen in schopfigen Rosetten die ungestielten, länglich-spatelförmigen, blaugrünen Laubblätter, die eine Länge von 15 cm erreichen. Nach deren Verwelken bleiben die Äste kahl zurück. 
Die endständigen Blütenstände erscheinen als fünf- bis 15-strahlige Trugdolden mit jeweils etwa vier sekundären Strahlen. Die paarigen, dunkel purpurn gefärbten Hochblätter sind nierenförmig und mehr als 1 cm breit.  Die Cyathien sind nur sehr kurz gestielt und kurz behaart. Die vier Nektardrüsen der Cyathien sind oval und variieren in der Farbe zwischen gelbgrün und dunkel purpurn. 
Die dreifächrige Kapselfrucht ist etwa erbsengroß, dunkelrotbraun und kahl, und ragt auf einem zurückgebogenen Stiel aus dem Cyathium heraus. Die Samen sind länglich, fein gerunzelt und tragen Anhängsel (Caruncula).
Die Blütezeit liegt auf Teneriffa zwischen März und April.
Die Chromosomenzahl beträgt 2n = 20.

## Herkunft und Ökologie
Die Dunkelpurpurrote Wolfsmilch ist ein auf der Kanareninsel Teneriffa heimischer Endemit. Sie wächst dort auf felsigen, eher küstenfernen Standorten im Sukkulentenbusch in Höhenlagen zwischen 300 und 1200 Metern, vor allem im Süden und Westen der Insel.

## Systematik und Verwechslungsmöglichkeiten
Der Name Euphorbia atropurpurea wurde zuerst 1805 von Pierre Marie Auguste Broussonet ungültig, da ohne Diagnose, veröffentlicht. Die Beschreibung wurde 1809 durch Carl Ludwig Willdenow nachgereicht, wodurch der Name Gültigkeit bekam.
- Euphorbia atropurpurea Brouss. ex Willd. var. atropurpurea ist die typische, oben beschriebene Varietät.
- Euphorbia atropurpurea var. atropurpurea f. lutea Santos wächst im Teno-Gebiet und weicht durch gelbe Hochblätter, Cyathien und Früchte ab.[6][2]
- Euphorbia atropurpurea var. modesta Svent. wächst im Tejina-Tal und weicht durch anfangs (gestreift) purpurn gefärbte Blätter, kleinere Hochblätter, schmal elliptische Nektardrüsen und sehr klein punktierte Früchte ab.[7][2]

Euphorbia ×navae Svent., benannt zu Ehren von Alonso de Nava y Grimón, dem Gründer des Jardín de aclimatación de La Orotava, ist eine bei Masca vorkommende natürliche Hybride zwischen Euphorbia atropurpurea und Euphorbia regis-jubae Webb & Berth.
Ähnlich ist die auf der Nachbarinsel La Gomera endemische Euphorbia bravoana Svent., die jedoch stärker verzweigt ist, fleischigere Blätter und schmalere, lanzettliche Hochblätter hat und kleinere Blütenstände ausbildet.

## Galerie

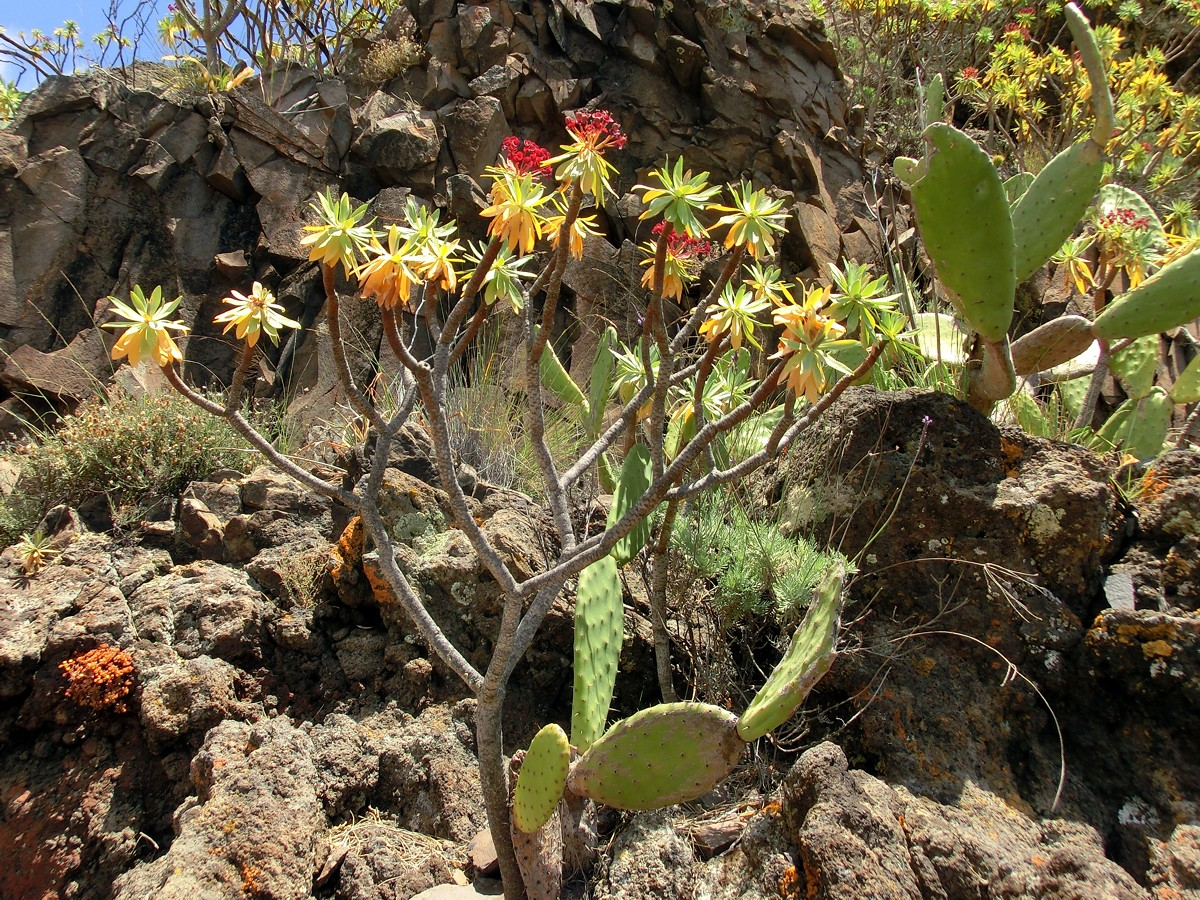
Im Tenogebirge auf Teneriffa
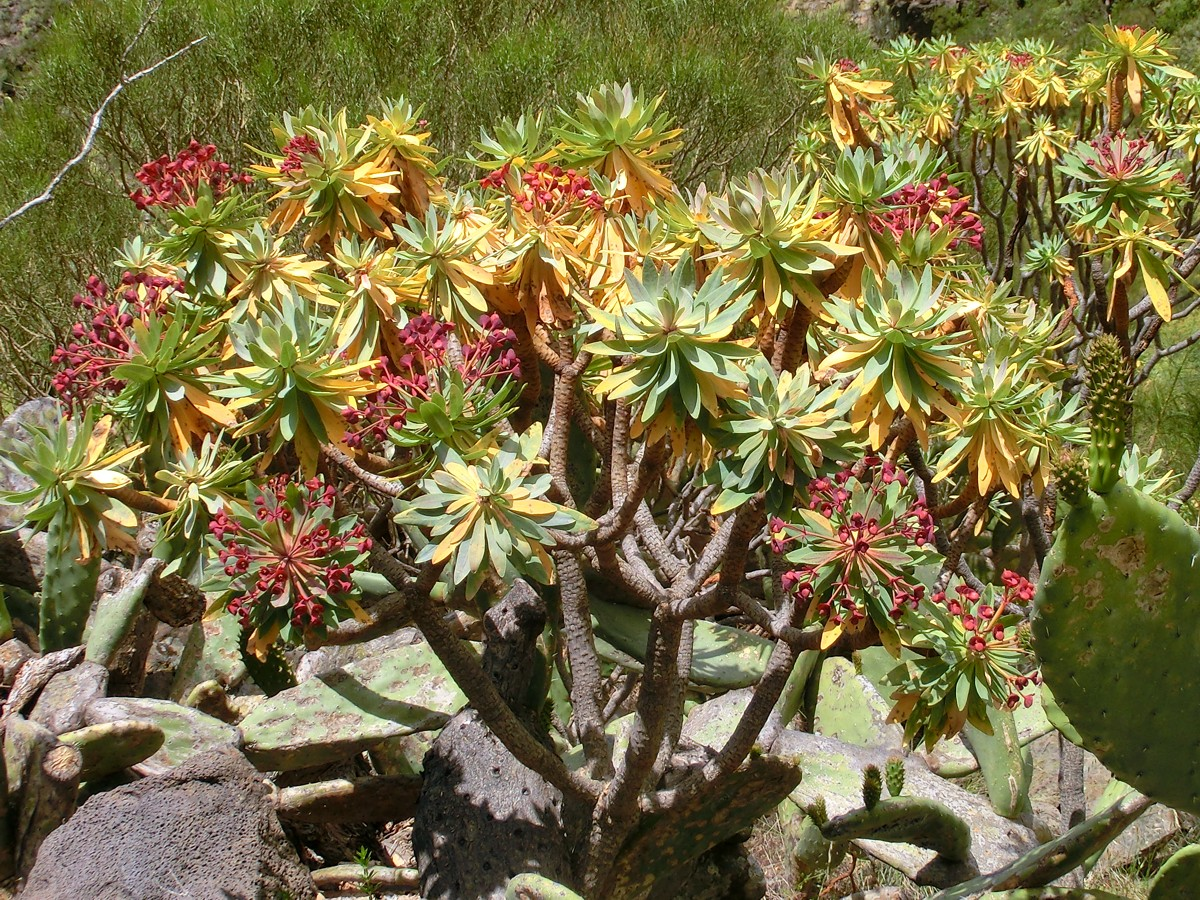
Wuchsform
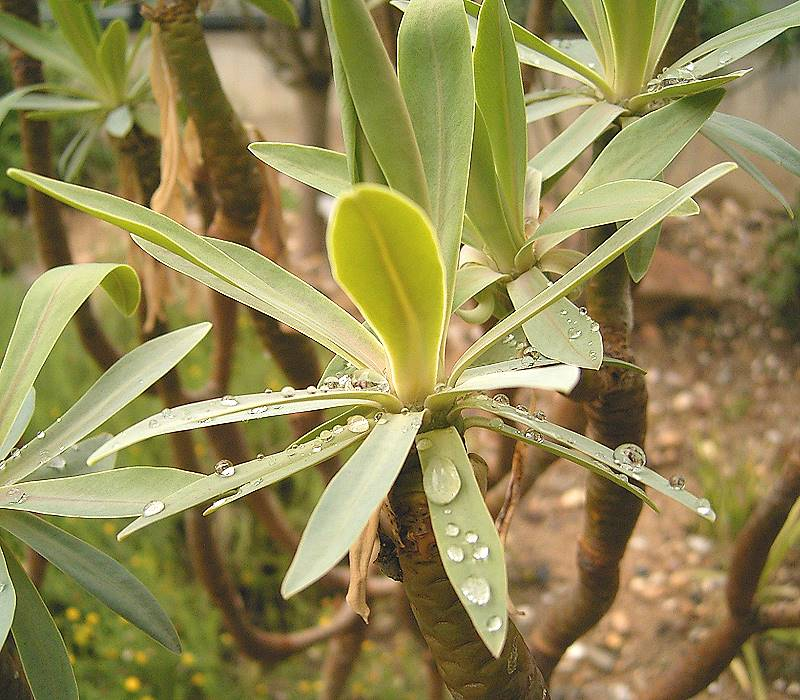
var. atropurpurea, Blattrosette
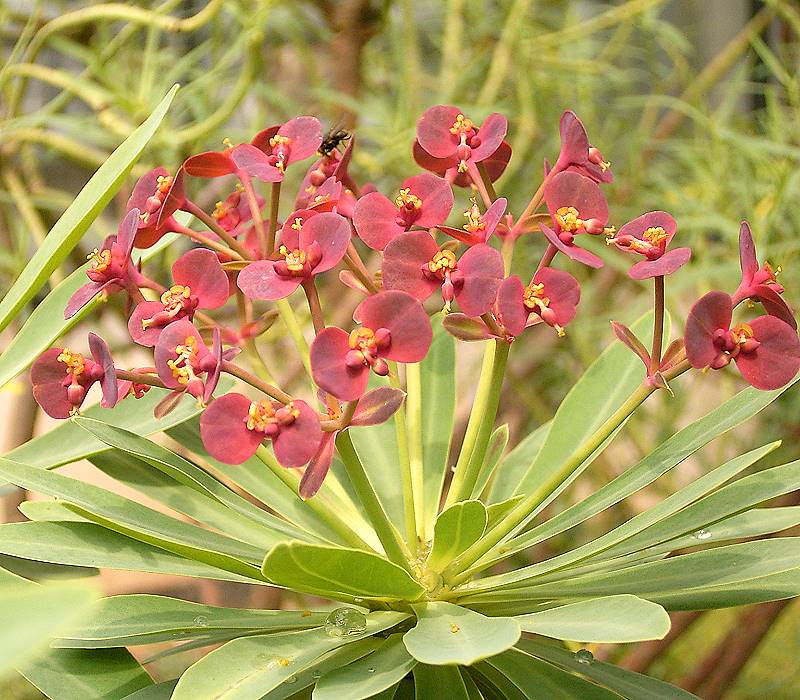
var. atropurpurea, Blütenstand
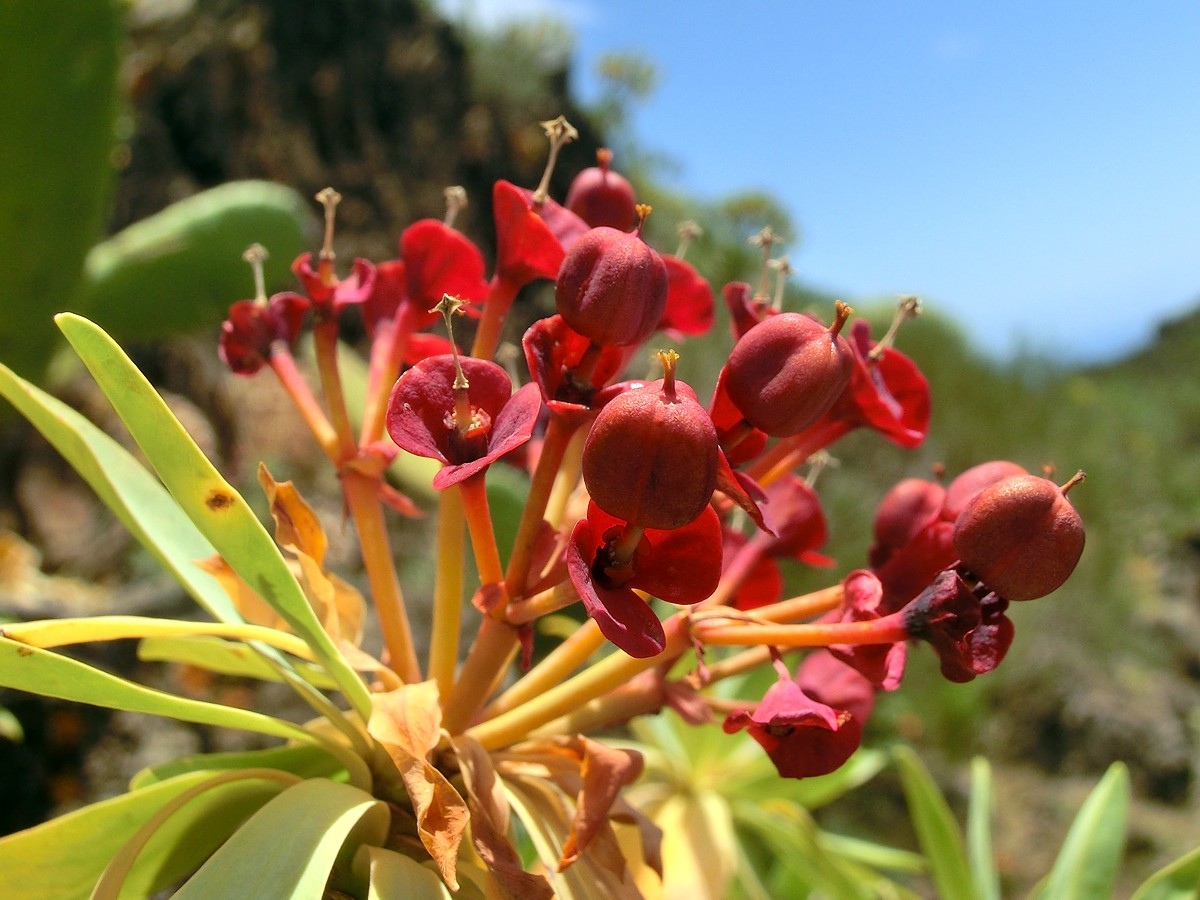
Früchte
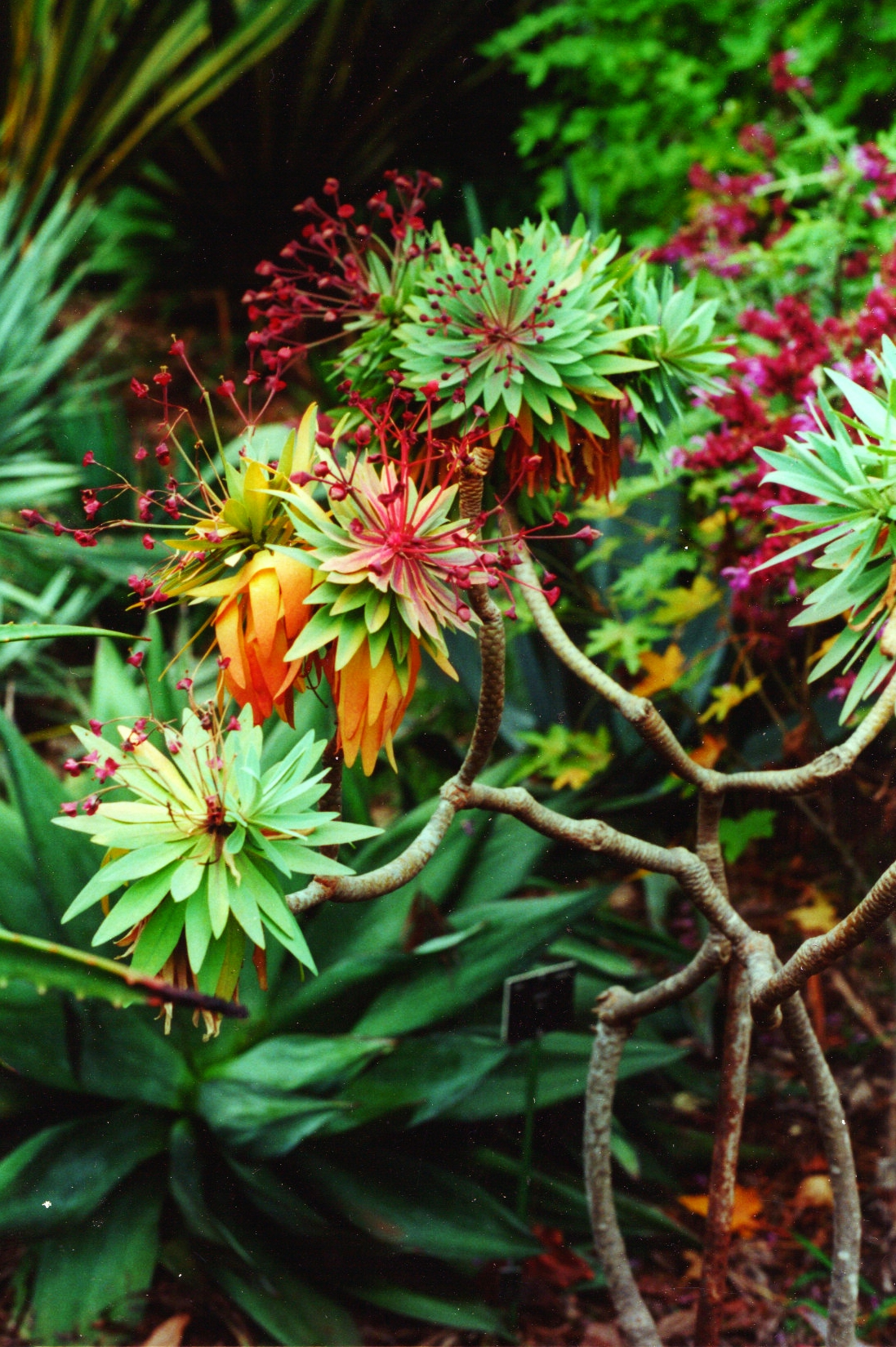
var. modesta, mit anfangs purpurn gefärbten Blättern